# مونتيكيو إميليا
مونتيكيو إميليا (بالإيطالية: Montecchio Emilia)‏ هي بلدية في مقاطعة ريدجو إميليا في إقليم إميليا رومانيا الإيطالي.

## السكان
في سنة 1861 بلغ عدد السكان 4٬332 نسمة، وتطور العدد ليصل في سنة 2011 لـ 10٬201 نسمة.
يظهر هذا المخطط البياني تطور النمو السكاني لـ مونتيكيو إميليا

## أعلام
- ميكيلي كاستاينيتي
- نيكولو بولجا
- لوكا كامباني
- لوكا تشيغاريني
- أندريا فيريتي